# Михайлевичи (Дрогобычский район)
Михайлевичи (укр. Михайлевичі) — село в Дрогобычской городской общине Дрогобычского района Львовской области Украины.
Население по переписи 2001 года составляло 975 человек. Занимает площадь 1,698 км². Почтовый индекс — 82166. Телефонный код — 3244.